# أرانشيني

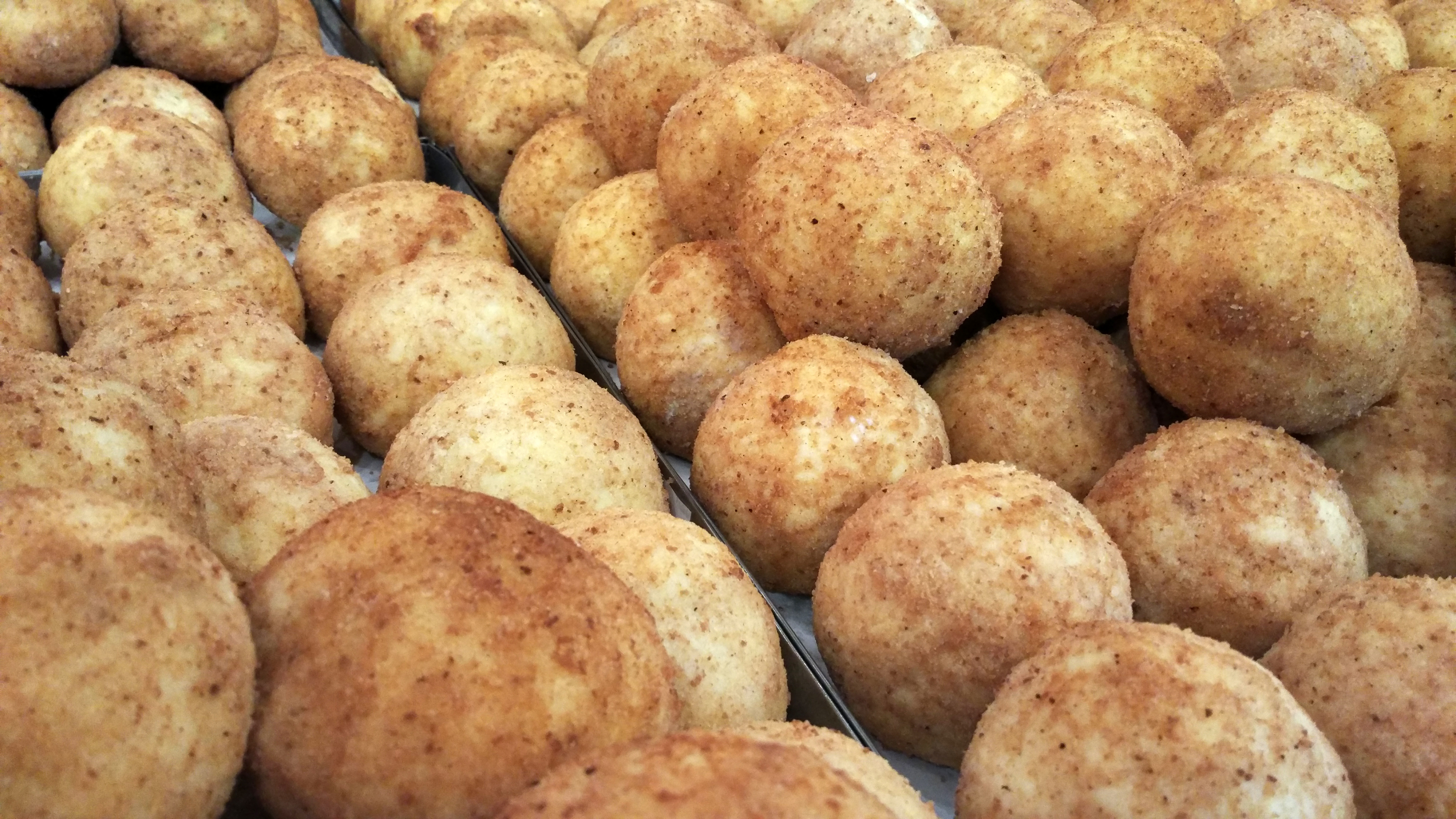
أرانشيني من منطقة باليرمو.

أرانشيني (بالإيطالية: Arancini) هي كرات رز مغلفة بفتات الخبز مقلية نشأت في صقلية في القرن العاشر. تحشى الأرانشيني عادة بالراغو (صلصة اللحم) وصلصة الطماطم والموزاريلا و/أو البازلاء. هناك العديد من الأشكال المحلية التي تختلف في الشكل والحشوات. يشتق الاسم من شكل الطعام ولونه والذي يشبه البرتقالة (الكلمة الإيطالية للبرتقال هي أرانشيا (بالإيطالية: arancia) وأرانشينا (بالإيطالية: arancina) هي البرتقالة الصغيرة وأرانشيني جمعها).